# Marian Władysław Abramowicz
Marian Władysław Abramowicz (ur. 21 maja 1932 w Jędrzejowie, zm. 13 sierpnia 2025) – polski naukowiec, profesor budownictwa, specjalizacja konstrukcje betonowe.
Stopień naukowy doktora nauk technicznych otrzymał w 1964 roku. W 1967 roku uzyskał stopień naukowy doktora habilitowanego. Tytuł profesora otrzymał w 1977 roku.
W wolnym czasie interesował się sportem, głównie tenisem oraz narciarstwem.

## Wybrane publikacje
- Zagadnienie dokładności pomiarów i odkształceń elementów konstrukcji z betonu za pomocą tensometrii elektrooporowej. „Zeszyty naukowe PW”. 42, 1967.brak numeru strony
- Zastosowanie warstwy elektroplastycznej do badania elementów budowlanych. „Archiwum Inż. Lądowej”. III (3), 1967.brak numeru strony
- Badania petrograficzno-chemiczne wybranych betonów osłonowych. „Archiwum Inż. Lądowej”. XXI (3), 1975.brak numeru strony